# Lithurgus bractipes
Lithurgus bractipes är en biart som beskrevs av perkins, Cheesman och > 1928. Lithurgus bractipes ingår i släktet Lithurgus och familjen buksamlarbin. Inga underarter finns listade i Catalogue of Life.